# Championnat de France de beach soccer 2015
Navigation
2014 2016
Le National Beach Soccer 2015 est la septième édition du Championnat de France de beach soccer.
La Grande-Motte s'impose face à Saint-Médard-en-Jalles (6-4) en finale. Pour la première fois dans l'histoire de la compétition, c'est un représentant du Languedoc-Roussillon et non de la Méditerranée qui soulève le trophée.

## Déroulement
La phase finale du National Beach Soccer a lieu sur le bord de mer qui jouxte le casino de Canet-en-Roussillon (Pyrénées-Orientales) auquel prend part huit équipes.
Celle-ci s'étale sur trois jours. Elle débute le vendredi 31 juillet 2015 par les rencontres de poule (trois périodes de 12 minutes), avant la finale (deux premiers de chaque poule) et les matches de classement disputés dimanche 2 août 2015.
| Date et horaires                      | Tour de la compétition                           |
| ------------------------------------- | ------------------------------------------------ |
| Vendredi 31 juillet à partir de 16h00 | Matchs de poule                                  |
| Samedi 1er août à partir de 9h00      | Matchs de poule                                  |
| Dimanche 2 août                       | Finale et matchs de classement à partir de 10h00 |

## Tours qualificatifs
Le club marseillais remporte le titre de Champion de la Ligue Midi-Pyrénées de Beach Soccer au terme des play-offs disputés à Aix-en-Provence et d'un dernier match face à Montredon-Bonneveine (8-3). Il représente la Ligue lors de la finale nationale.
Dans l'Hérault, la Grande-Motte Pyramide BS se qualifie pour la phase régionale en devançant le Maurin FC et le finaliste des deux dernières éditions nationales, le Montpellier Hérault Beach Soccer.
Au terme d’un parcours éliminatoire départemental et régional, les derniers qualifiés ont assuré leur présence pour ce dernier acte durant le mois de juillet. C’est le cas du club alsacien de Bartenheim ou du représentant de la Ligue atlantique, le Vendée Fontenay Foot (deux ans après sa première apparition au NBS), vainqueur d’Angers NDC (7-2) lors de la finale régionale au Lac de Maine,. 
| Club                         | Ligue                      |
| ---------------------------- | -------------------------- |
| FC Bartenheim                | Ligue d'Alsace             |
| FC Saint-Médard-en-Jalles    | Ligue Aquitaine            |
| Fontenay-le-Comte VF         | Ligue Atlantique           |
| Grande-Motte Pyramide BS     | Ligue Languedoc Roussillon |
| ESCTT Amnéville              | Ligue lorraine             |
| Marseille Beach Team         | Ligue Méditerranée         |
| Union des Jeunes Sportifs 31 | Ligue Midi-Pyrénées        |
| Dunkerque Littoral BS        | Ligue Nord Pas de Calais   |

## Phase finale

### Poules
En démarrant en trombe vendredi, les Aquitains de Saint-Médard-en-Jalles affiche leurs ambitions. Leur match d'ouverture contre Marseille Beach Team est parfaitement négocié et le score de 7-4 a mis à mal, dès l'entame de la compétition, l'hégémonie Marseille qui règne depuis l'origine de la compétition. En confirmant leur grande forme par un spectaculaire 14-5 samedi face à Dunkerque, les représentants de la Ligue d'Aquitaine font forte impression, et confirment leurs excellentes dispositions face à l'Union Jeunes Sportifs 31 le samedi après-midi. Ils jouent la finale le dimanche contre la surprenante équipe de La Grande-Motte, auteur de 21 buts.
| Place     | Poule 1 | Poule 2 |
| --------- | --- | --- |
| 1er       | FC Saint-Médard-en-Jalles | Grande Motte Pyramide BS |
| 2e        | Union des Jeunes Sportifs 31 | ESCTT Amneville |
| 3e        | Marseille Beach Team | FC Bartenheim |
| 4e        | Dunkerque Littoral BS | Fontenay-le-Comte VF |
| Résultats | FC Saint-Médard-en-Jalles - Marseille Beach Team : 4-7 Union des Jeunes Sportifs 31 - Dunkerque Littoral BS : 3-2 Union des Jeunes Sportifs 31 - Marseille Beach Team : 4-4 (1-0 pen) FC Saint-Médard-en-Jalles - Dunkerque Littoral BS : 14-5 Marseille Beach Team - Dunkerque Littoral BS : 6-5 FC Saint-Médard-en-Jalles - Union des Jeunes Sportifs 31 : 8-4 | Grande Motte Pyramide BS - FC Bartenheim : 5-3 ESCTT Amneville - Fontenay-le-Comte VF : 9-3 Grande Motte Pyramide BS - ES CTT Amneville : 7-0 FC Bartenheim - Fontenay-le-Comte VF : 3-2 Grande Motte Pyramide BS - Fontenay-le-Comte VF : 9-4 ESCTT Amneville - FC Bartenheim : 6-3 |

### Finale
La finale de ce septième National Beach Soccer est la première à être retransmise en direct sur internet, avec Joël Cantona aux commentaires, lui qui a lancé la pratique du beach soccer en France dix ans auparavant. La finale oppose la Grande Motte Pyramides BS (Ligue Languedoc-Roussillon) au FC Saint-Médard-en-Jalles (Ligue Aquitaine), assurant la victoire d'une nouvelle Ligue régionale alors que celle de la Méditerranée.s’accapare les sept premières éditions.
Après avoir pris l’avantage dans le premier tiers-temps (2-0), Saint-Médard voit son adversaire réduire le score lors de la deuxième période (2-1) et offrir une fin à suspense aux spectateurs. Le troisième tiers-temps est marqué par l'exclusion de l'international sénégalais Pape Koukpaki pour un deuxième carton jaune après avoir cassé le nez de l'ancien footballeur professionnel de Bordeaux et de Marseille, Yannick Fischer. En infériorité numérique, La Grande-Motte renverse le score et s'impose par 6 buts à 4 grâce à des réalisations de l'international français Anthony Barbotti (3 buts), l'international sénégalais Pape Koukpaki, Kamel El Mahrouk et Christophe Tillet,,.
| Entraîneur :  |
| Didier Samoun |

| Entraîneur :  |
| Didier Samoun |

« C’est un moment intense autant pour moi que pour l’équipe. C’était ma première expérience en tant qu’entraîneur et c’est également la première victoire au National Beach Soccer pour la Ligue. On ne pouvait pas rêver mieux. On y allait pour le gagner, nous étions parmi les favoris, et c’est chose faite. Le tirage nous a tout d’abord été favorable mais les joueurs ont su gérer les matches qui auraient pu s’avérer pièges. Lors de la finale face à Bordeaux, nous avons réussi à imposer notre jeu et nous avons bien maîtrisé notre avance. Le déclic de cette victoire finale s’est fait naturellement, le groupe vivait bien en dehors des rencontres. C’est également grâce au travail fabuleux du président, Anthony Barbotti, et du staff que l’équipe a pu remporter ce National Beach Soccer. »

— Didier Samoun, entraîneur de la Grande Motte Pyramide Beach Soccer